# Metro Lissabon
Die Metropolitano de Lisboa, kurz Metro de Lisboa, ist die U-Bahn der portugiesischen Hauptstadt Lissabon. Das 45,5 Kilometer lange Netz besteht aus vier Linien, die mit Farben und Symbolen gekennzeichnet sind. Die einzige U-Bahn des Landes existiert seit 1959, das anfangs Y-förmige Netz erlebte besonders in den 1960er und 1980er Jahren große Ausbauphasen. Betrieben wird sie vom staatlichen Verkehrsunternehmen Metropolitano de Lisboa, EPE.

## Betrieb

### Linien

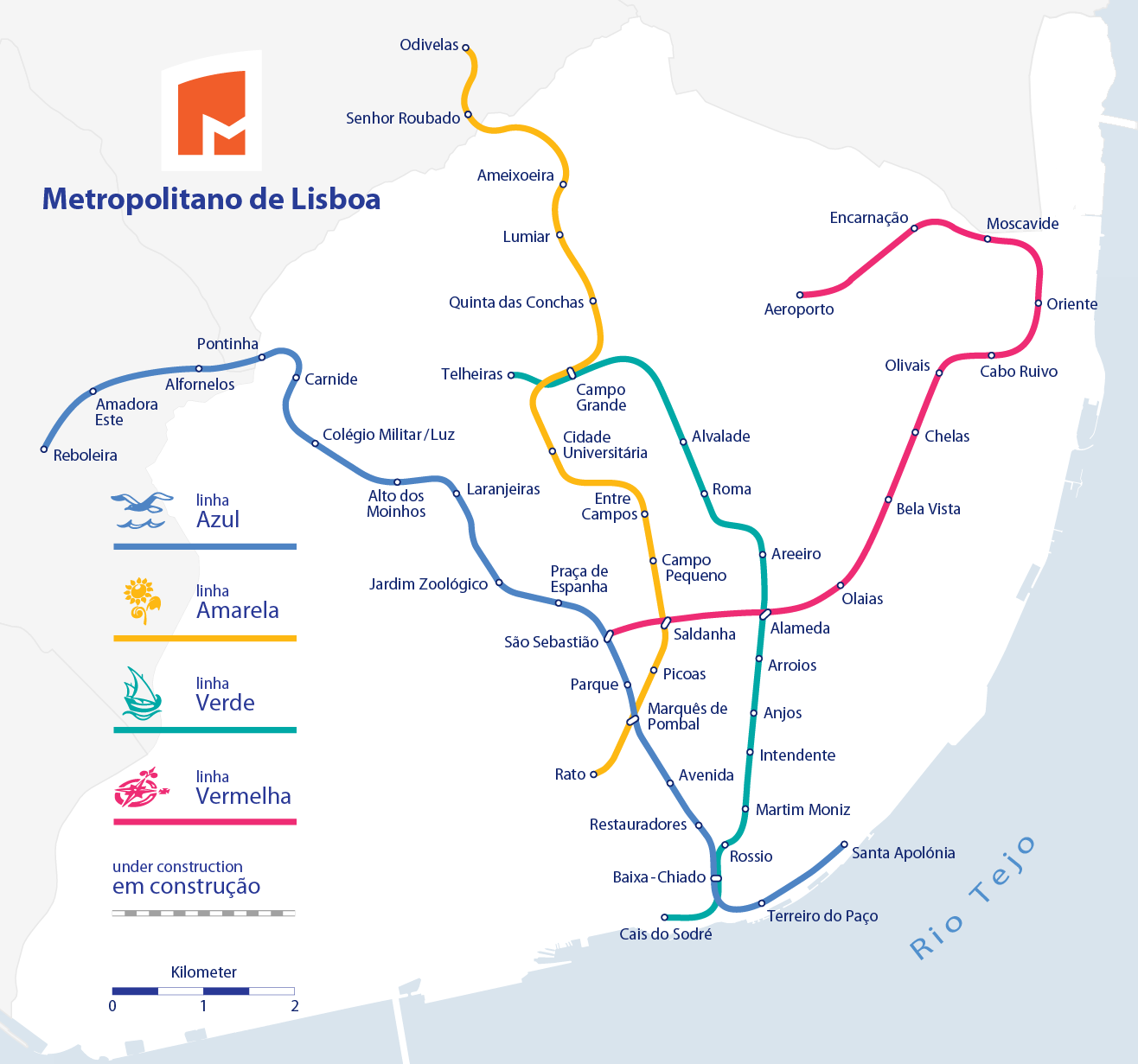
Liniennetz der Lissabonner Metro

Das Lissaboner U-Bahn-Netz umfasst 56 Stationen, besitzt eine Gesamtlänge von etwa 46 km und wird mit linker Fahrordnung betrieben. Die Linien werden offiziell nach ihren Farben benannt. Früher hatten sie bildliche Namen, die heute noch in Logos und auf Hinweisschildern zu sehen sind. Viele Einheimische verwenden noch die alten Namen. Von jedem Endpunkt startet um 6:30 Uhr der erste Zug, um 1:00 Uhr nachts der letzte. Bei Bedarf – beispielsweise zu großen Konzertveranstaltungen und dem Festtag Festa do Santo António – werden die Betriebszeiten verlängert und flexible Zugangebote eingerichtet.
| Linie          | Linie | Name                                 | Strecke                    | Inbetriebnahmen | Länge   | Stationen |
| -------------- | ----- | ------------------------------------ | -------------------------- | --------------- | ------- | --------- |
| Linha Azul     |       | Linha da Gaivota Möwen-Linie         | Reboleira – Santa Apolónia | 1959 bis 2016   | 14 km   | 18        |
| Linha Amarela  |       | Linha do Girassol Sonnenblumen-Linie | Odivelas – Rato            | 1959 bis 2004   | 11 km   | 13        |
| Linha Verde    |       | Linha da Caravela Karavellen-Linie   | Cais do Sodré – Telheiras  | 1963 bis 2004   | 9 km    | 13        |
| Linha Vermelha |       | Linha do Oriente Orient-Linie        | São Sebastião – Aeroporto  | 1998 bis 2012   | 11,5 km | 12        |

In Lissabon ist die Metro das wichtigste Verkehrsmittel, 2006 hatte sie einen Marktanteil von 43,9 %. Während die Metro die Lissabonner Hauptverkehrsachsen bedient, erbringt die städtische Verkehrsgesellschaft Carris, die die Straßenbahn, Busse und Aufzüge betreibt, Zubringerleistungen. Die S-Bahn-ähnlichen Vorortbahnen der staatlichen Eisenbahngesellschaft Comboios de Portugal (CP), durchgeführt von CP Urbanos de Lisboa und Fertagus, haben innerstädtisch eine geringe Bedeutung und werden hauptsächlich von den Pendlern aus den Vorstädten genutzt. Des Weiteren gibt es noch einzelne Buslinien, die von privaten Busverkehrgesellschaften bedient werden, beispielsweise Rodoviária de Lisboa, Transportes Sul do Tejo oder Vimeca.
Die Linien der Metro Lissabon verlaufen überwiegend unterirdisch. Lediglich der U-Bahnhof Campo Grande und der U-Bahnhof Senhor Roubado sind an der Oberfläche. Auf drei der vier Strecken gibt es kurze oberirdische Abschnitte.

### Fahrgastzahlen

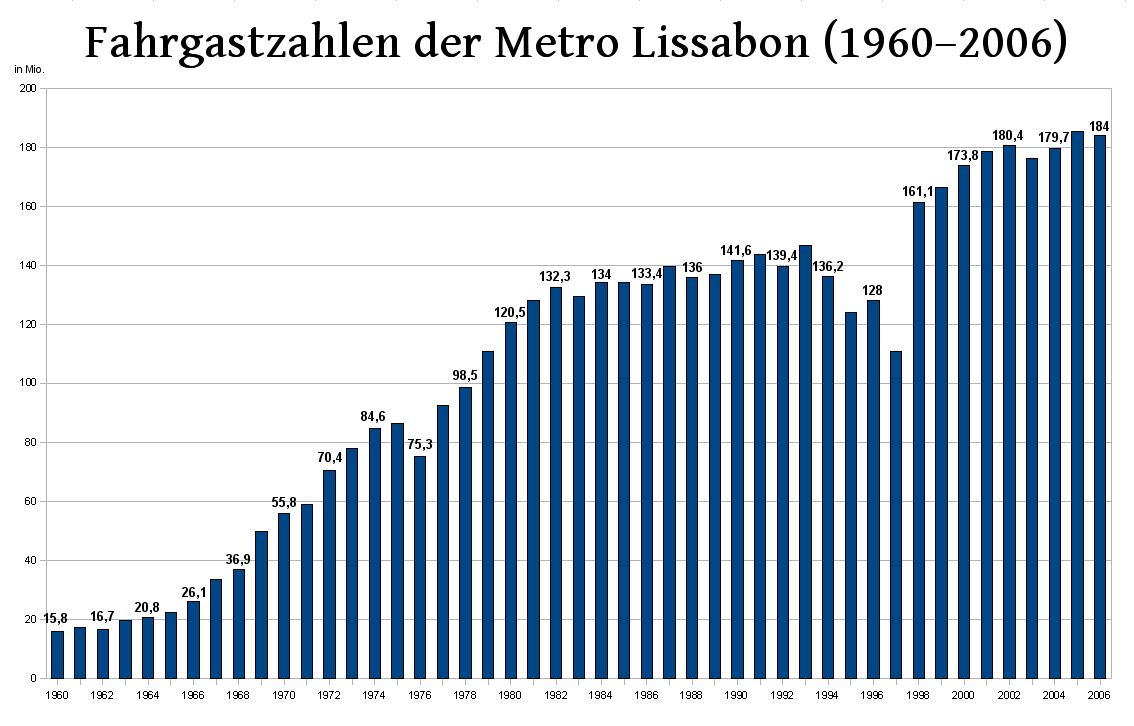
Fahrgastzahlen der Metro Lissabon (1960–2006)

Seit ihrer Einführung im Jahr 1959 konnte die Metro Lissabon mehr als fünf Milliarden Fahrgäste befördern. Besonders die Erweiterung des Netzes und die Verlängerung der Bahnsteige, die Einstellung vieler Strecken der Lissabonner Straßenbahn und die günstigen Preise für Bauflächen in den Vororten, die zu einer Stadtflucht führten, verhalfen der Metro immer wieder zu neuen Fahrgastrekorden. Während im ersten Betriebsjahr noch 15,8 Millionen Fahrgäste befördert wurden, verdoppelte sich die Zahl innerhalb von sieben Jahren auf 33,6 Millionen. 1979 beförderte die Metro Lissabon erstmals mehr als 100 Millionen Fahrgäste, die Zahl blieb bis 1993 etwa konstant. Einen großen Einbruch gab es bis 1997, in dieser Zeit strukturierte die Betreibergesellschaft das Netz grundlegend um (Umstellung von einer Linie mit zwei Verästelungen auf drei Linien). Seit 1998 – der Eröffnung des innerstädtischen Umsteigepunktes Baixa-Chiado und der Eröffnung der vierten U-Bahn-Linie (Linha Vermelha) steigen die Fahrgastzahlen wieder an.
Im Jahr 2006 beförderte die Metro insgesamt 184 Millionen Fahrgäste, im Vergleich zum Vorjahr 1,4 Millionen Fahrgäste weniger. Gemeinsam mit der städtischen Verkehrsgesellschaft Carris, die die Straßenbahn, Busse und Aufzüge im Auftrag der Stadt betreibt, beförderten beide im Jahr 2006 418 Millionen Fahrgäste.

### Fahrkarten

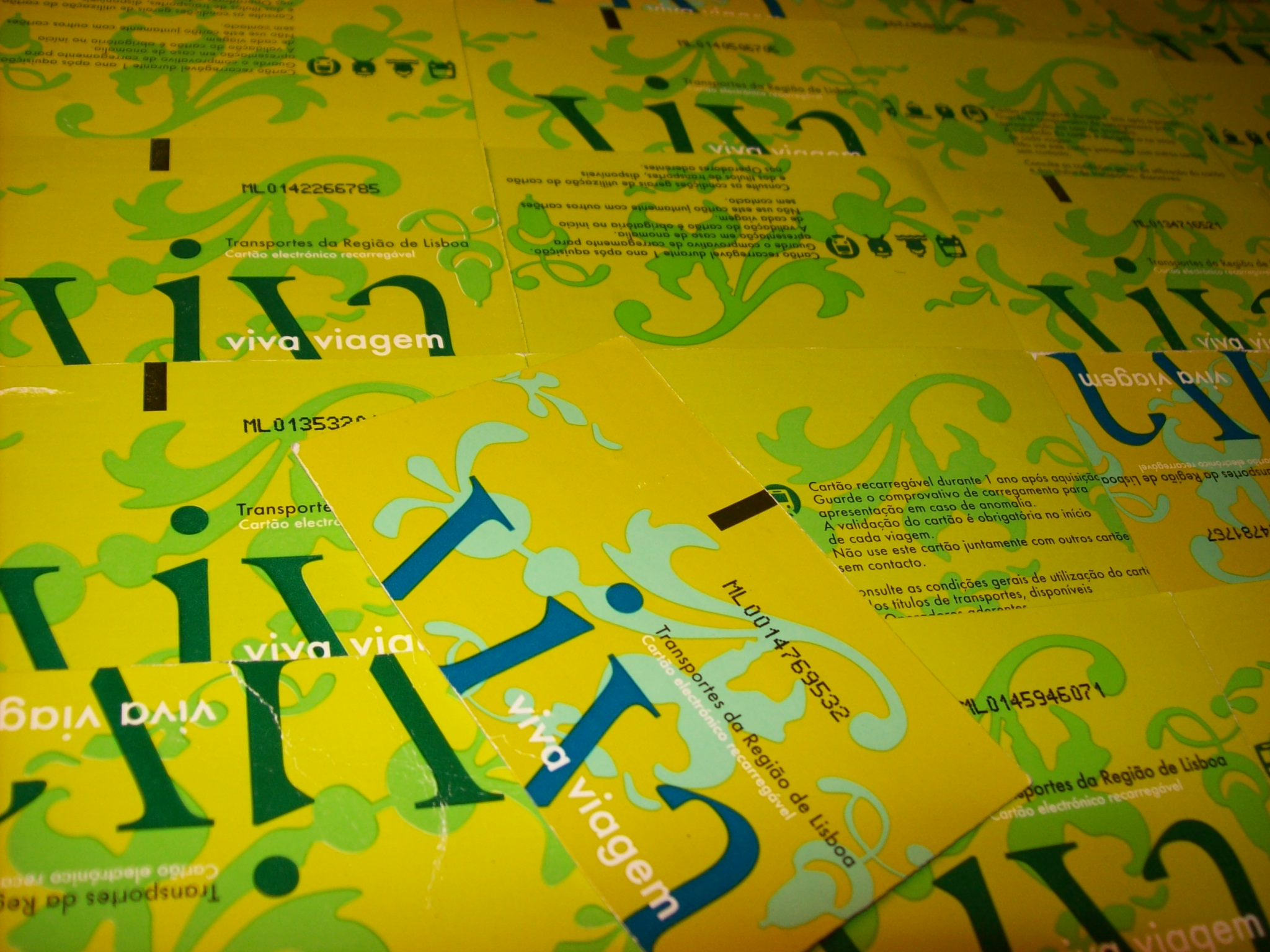
Aktuelle elektronische Fahrkarten „LisboaViva“

Seit Februar 2008 verkauft die Metropolitano de Lisboa, EPE keine Papierfahrscheine mehr. Vor einigen Jahren führten die Carris und die Metropolitano de Lisboa gemeinsam eine kontaktlose elektronische Transponderkarte mit dem Namen 7 Colinas („Sieben Hügel“) ein, die, wie die Oyster Card in London, mit einem bestimmten Guthaben an Einzelfahrten aufgeladen werden kann. Seit 2007 beteiligen sich auch zunehmend andere Unternehmen an dem System, unter anderem die auf der anderen Tejoseite fahrende Metro Sul do Tejo sowie die Fährgesellschaft Transtejo.
Ebenso verkauft die Metropolitano de Lisboa, EPE verschiedene Typen von Zeitkarten, unter anderem Tages- und Monatskarten. Für einen Umstieg zu anderen Betreibern muss grundsätzlich ein Zusatzbetrag bezahlt werden, ein Verkehrsverbund nach deutschem Vorbild existiert nicht. Lediglich die Monatskarte LisboaViva („Lissabon lebt“) ermöglicht eine Benutzung aller Verkehrsmittel im Raum Lissabon, unter anderem auch die Vorortzüge der Fertagus und der CP sowie Carris und anderer Busgesellschaften. Im Raum Lissabon besteht zwar kein richtiger Tarifverbund, dennoch existieren verschiedene Tarifgrenzen. So fahren alle Verkehrsmittel im Lissabonner Stadtgebiet in der Coroa L („Zone L“), lediglich die Metrostrecken Pontinha – Amadora Este und Senhor Roubado – Odivelas befinden sich in der Coroa 1 („Zone 1“). Nach diesem Vorbild existieren weitere Zonen, die sich ringartig – auch auf der anderen Tejoseite – um Lissabon schließen.
Die Metro Lissabon ist seit 2003 ein geschlossenes System mit Zugangssperren an den Eingängen nach Londoner Vorbild. Das Betreten und Verlassen des Bahnhofes ist nur mit einer Fahrkarte möglich.

## Geschichte

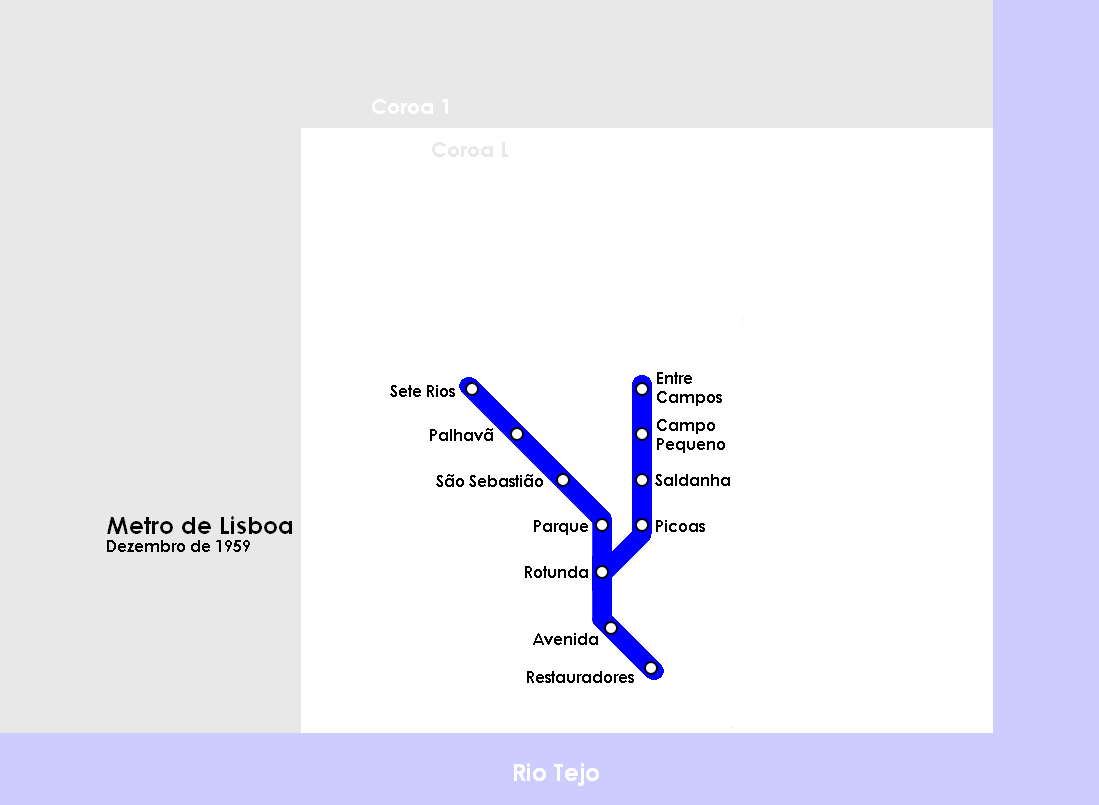
Wachstum des Liniennetzes: Stand Dezember 1959, …

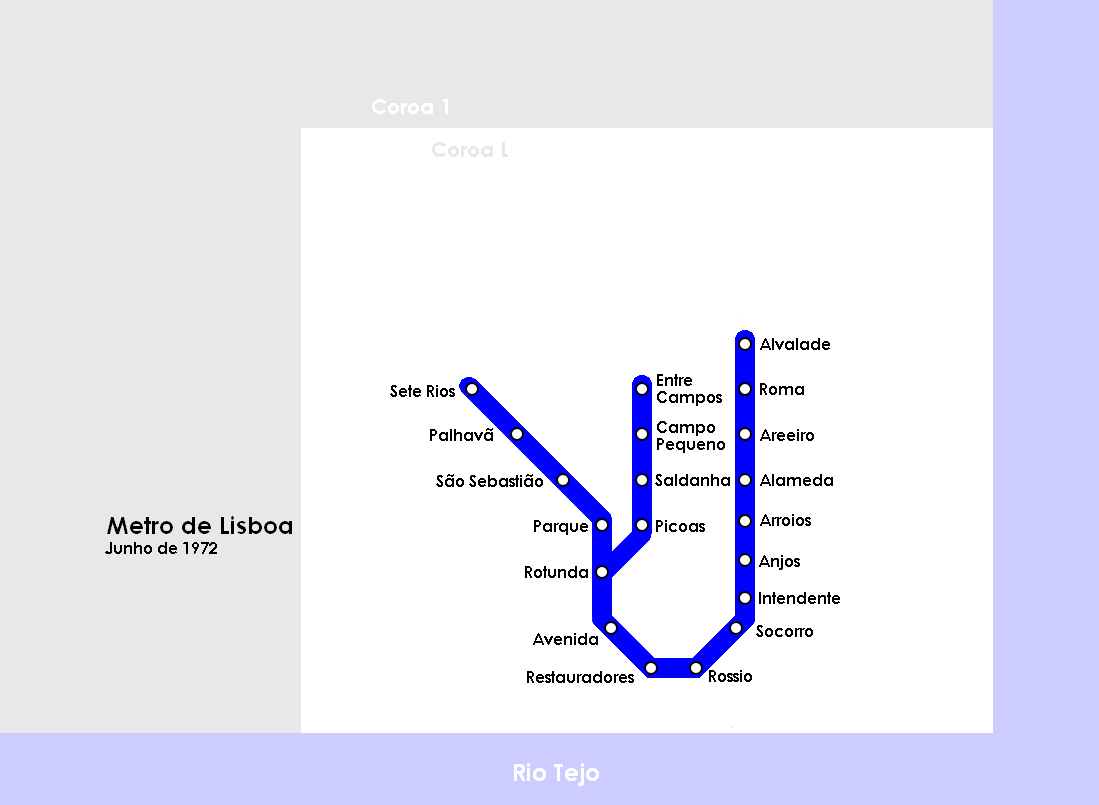
… Juni 1972, …

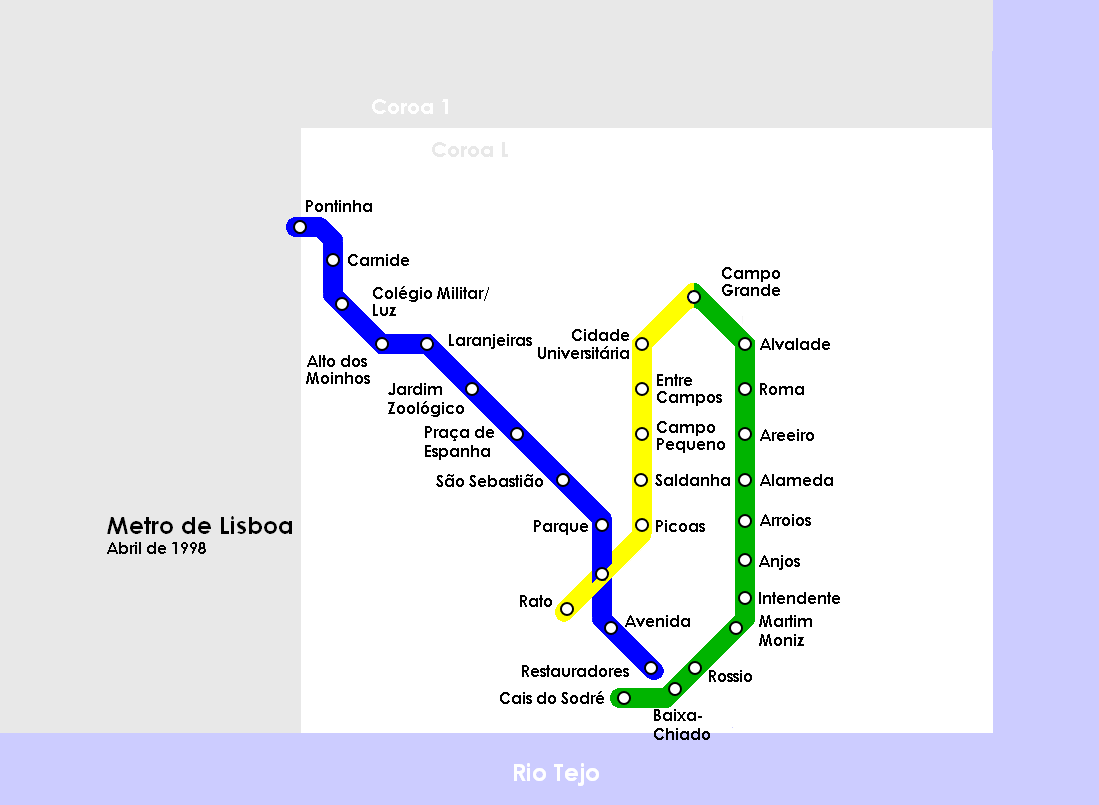
… April 1998, …

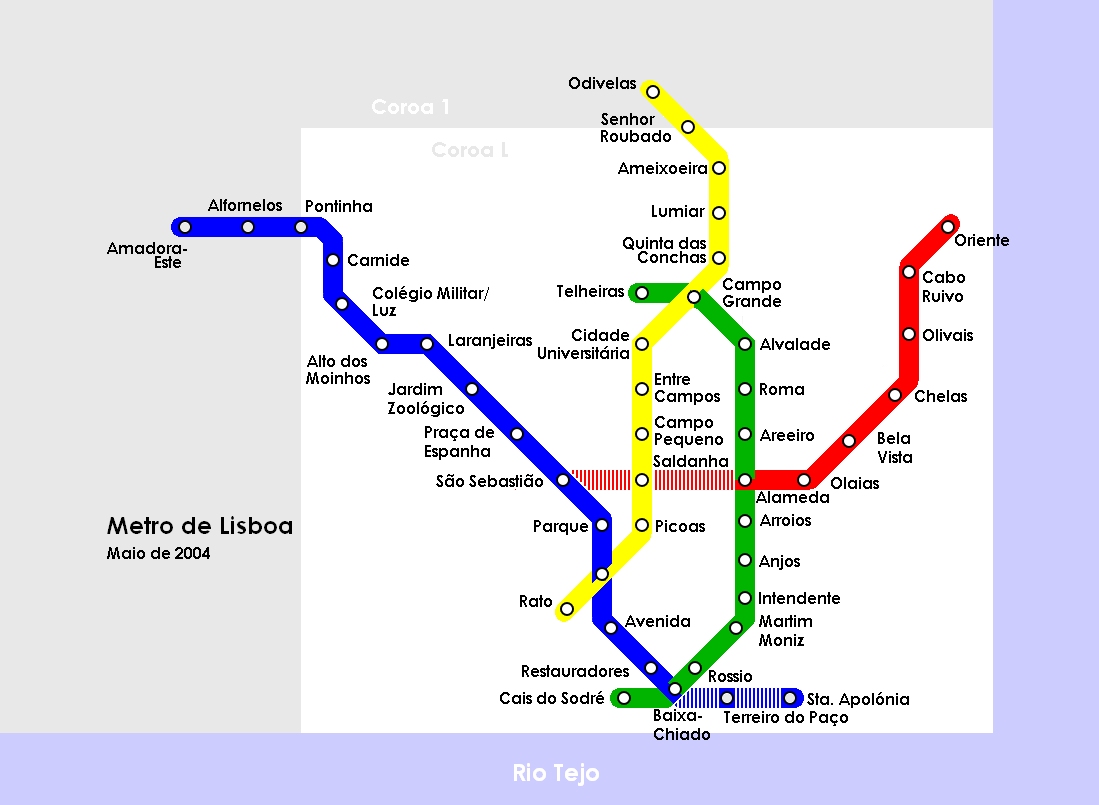
… Mai 2004

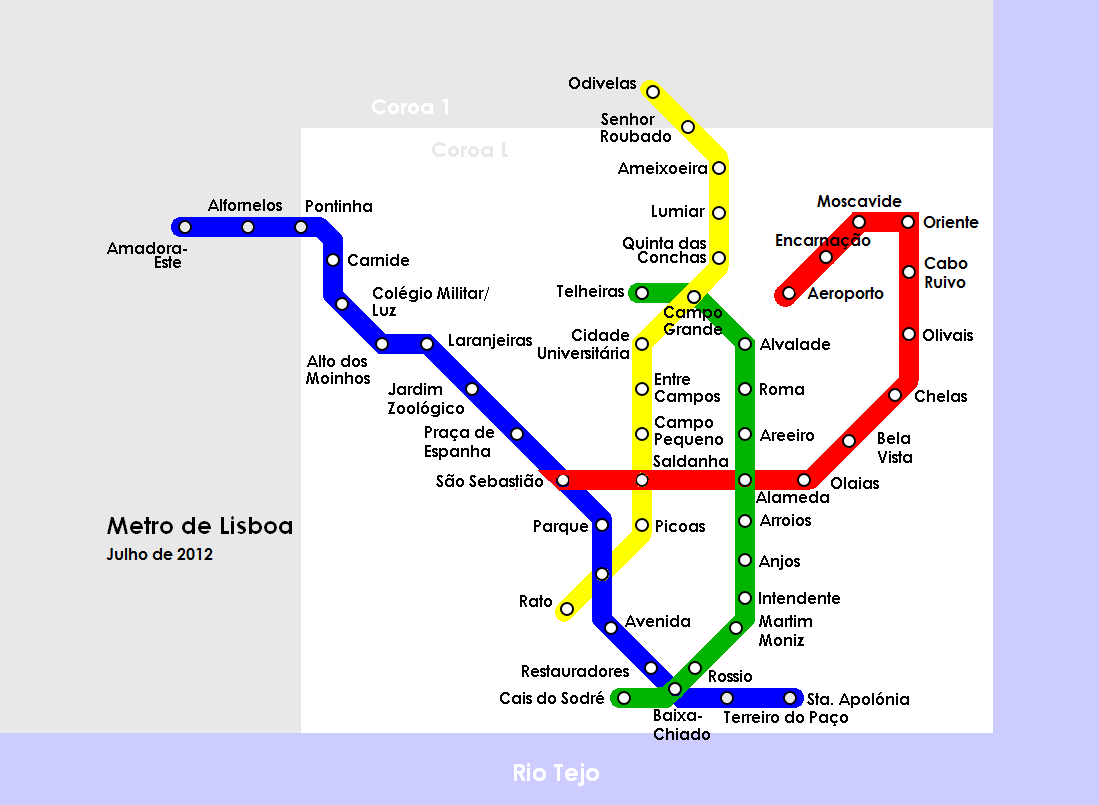
… und im Juli 2012

Eröffnet wurde die Metro am 29. Dezember 1959 als Y-förmiges Netz zwischen Sete Rios, Entre Campos und dem gemeinsamen Endbahnhof Restauradores. Danach wurde die Strecke im Süden weiter zu den Bahnhöfen Rossio (1963), Socorro (1966), Anjos (1966) und schließlich Alvalade (1972) geführt.
Um den Aufenthalt angenehm zu gestalten, wurde trotz geringer verfügbarer Mittel schon bei den ersten Stationen viel Wert auf die künstlerische Gestaltung gelegt. Der erste Geschäftsführer Francisco de Mello e Castro beauftragte den Architekten Francisco Keil do Amaral, der bereits Erfahrungen beim Bau des ersten Terminal des Lissabonner Flughafen Portela gesammelt hatte, mit dem Entwurf einer Prototyp-Station. Das Design wurde bis zur Errichtung der Station Alvalade 1972 ohne wesentliche Änderungen angewendet. Teil des Entwurfes waren künstlerische Wandverkleidungen aus glasierten bemalten Fliesen in der für Portugal typischen Technik des Azulejo, die ab 1957 von der Künstlerin Maria Keil entworfen wurden. Maria Keil und diese moderne Anwendung des Azulejo verhalfen dieser Technik nach einem Niedergang Anfang des 20. Jahrhunderts wieder zu einem Aufschwung. Aufgrund der ab 1960 geführten Kolonialkriege Portugals und der wirtschaftlichen Probleme infolge der außenpolitischen Isolierung stockte der weitere Ausbau. In den Jahren 1973–1982 wurden lediglich die bestehenden Bahnsteige verlängert.
Nach dem Sturz der Diktatur unter Caetano, Nachfolger Salazars, während der Nelkenrevolution 1974 und dem nachfolgenden Ende der Kolonialkriege erholte sich Portugal wirtschaftlich. Nach dem Beitritt zur EU 1986 standen ausreichende Mittel für einen schnellen Ausbau zur Verfügung.
1988 gab es zwei neue Tunnelstücke. Eines vom Bahnhof Sete Rios nach Colégio Militar/Luz und ein anderes von Entre Campos zur Universität (Cidade Universitária).
Auf die künstlerische Gestaltung der Stationen wurde wieder Wert gelegt, und die Künstler Silva Rolando Sá Nogueira, Júlio Pomar, Manuel Cargaleiro und Maria Helena Vieira mit der Umsetzung beauftragt.
1990 wurde ein Ausbauplan beschlossen, der bis 1999 in Kraft blieb. Die vorgesehene Verknüpfung der Äste im Norden im neuen Bahnhof Campo Grande 1993 erforderte jedoch eine neue Struktur der Linien, da die bestehende Linie einen Kreis mit einem zusätzlichen Ast bildete. Deshalb wurde sie in zwei Linien aufgeteilt. Die blaue Linie mit dem Verlauf Colégio Militar/Luz ↔ Campo Grande über Alameda. Die zweite, gelbe Linie mit dem Verlauf Rotunda ↔ Campo Grande über Saldanha.
Das System der Linienbezeichnung nach Farben und freien künstlerischen Symbolen wie Möwe und Sonnenblume, später noch Segelschiff und Kompass anstatt von Ziffern oder Buchstaben ist in der abstrakten Gestaltung einzigartig. Es folgten Erweiterungen der blauen Linie 1997 um die Stationen Carnide und Pontinha und ebenfalls 1997 der gelben Linie bis zur Station Rato. Da im Jahre 1998 in Lissabon die Expo 98 stattfand, wurden in der ersten Jahreshälfte nicht nur die neue rote Linha do Oriente vom Alameda zum Weltausstellungsgelände am Bahnhof Oriente eröffnet (19. Mai 1998), sondern das gesamte Netz neu strukturiert. Mit der Eröffnung der neuen Endpunktes Cais do Sodré wurde der östliche Ast der blauen Linie von Cais do Sodré nach Campo Grande zur neuen grünen Linie. Die blaue Linie endete nun im Stadtzentrum in Baixa-Chiado. Damit war die charakteristische Linienführung in V-Form beendet. In diesem Zusammenhang erfolgten im März 1998 mehrere Bahnhofsumbenennungen: Sete Rios zu Jardim Zoológico, Palhavã zu Praça de Espanha, Rotunda zu Marquês de Pombal und Socorro zu Martim Moniz. Im Juli und November wurden die zwei noch nicht fertiggestellten Stationen Cabo Ruivo und Olivais auf der roten Ostlinie eröffnet.
Der kontinuierliche Ausbau wurde fortgesetzt, wobei zunächst der Schwerpunkt auf z. T. oberirdischen Verlängerungen in die Wohngebiete im Norden lag. Seit dem 2. November 2002 wurde die grüne Linie bis Telheiras verlängert, seit 2004 fährt die gelbe Linie bis Odivelas und die blaue Linie ist bis Amadora Este verlängert.
Nach jahrelanger Bauzeit wurden im Dezember 2007 die beiden neuen Stationen der blauen Linie Terreiro do Paço und Santa Apolónia eröffnet. Damit ist jetzt auch der Fernbahnhof Santa Apolónia an das Metronetz angeschlossen.
2009 ging die Erweiterung der roten Ostlinie von Alameda bis São Sebastião in Betrieb. Es bestehen dadurch erstmals Umsteigemöglichkeiten zur blauen Linie (São Sebastião) und zur gelben Linie (Saldanha). Die Kosten für diese Verlängerung beliefen sich auf 240 Millionen Euro.
Von Februar 2007 an wurde an der Erweiterung der Linha Vermelha (Rote Linie) vom Bahnhof Oriente bis zum Flughafen Portela gebaut. Diese 3,3 Kilometer lange Strecke, die neben dem Endbahnhof Aeroporto auch zwei weitere Stationen umfasst (Encarnaçāo und Moscavide) ging am 17. Juli 2012 in Betrieb. Die Kosten für die Verlängerung beliefen sich auf 218 Millionen Euro.
Im Frühjahr 2012 fusionierte die Metro Lissabon mit der Carris, wobei beide Unternehmen formell bestehen bleiben, unter einer gemeinsamen Leitung.
Mit drei Jahren Verzögerungen eröffnete der portugiesische Premierminister António Costa am 13. April 2016 die Verlängerung der blauen Linie vom Endbahnhof Amadora Este zum Vorortbahnhof Reboleira an der Linha de Sintra. Die Strecke sollte, nach Schätzung des portugiesischen Verkehrsministeriums, 39 Millionen Euro kosten und etwa Mitte 2012 fertiggestellt werden. Aufgrund von Finanzierungsproblemen und Verzögerungen bei der Zuweisungen von Geldern der Europäischen Union verschob sich die Fertigstellung zunächst auf Ende 2015, die Kosten sollten sich demnach auf 60 Millionen Euro belaufen. Die 579 Meter lange Verlängerung soll dem Metronetz einen Zuwachs von 3,7 Millionen Fahrgästen bescheren.

## Ausbau und Planungen

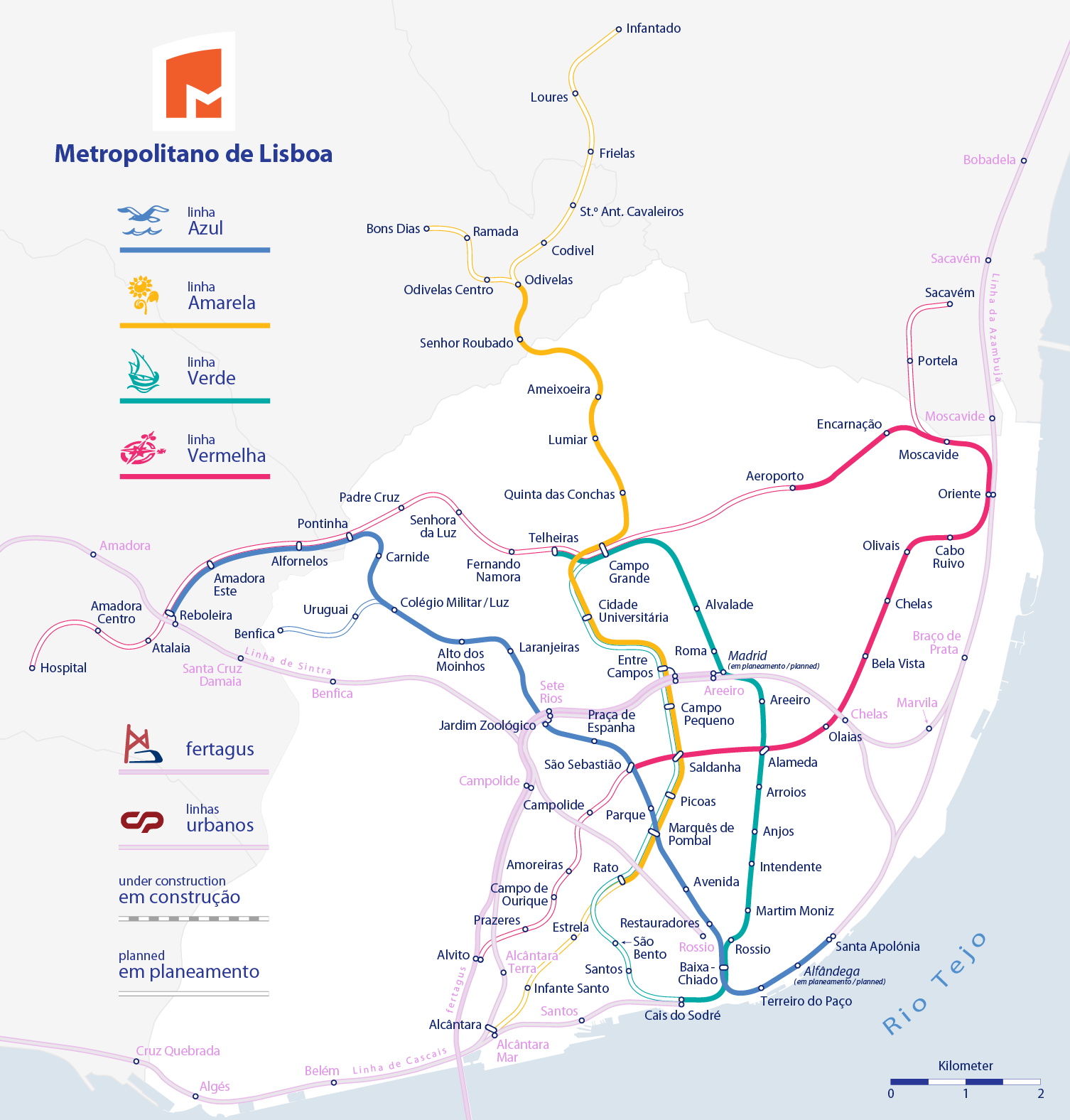
Ausbauplanungen der Metro Lissabon

Das Netz der Metro Lissabon soll auch in Zukunft weiterhin stark ausgebaut werden, wobei sich jedoch zahlreiche Projekte aus finanziellen Gründen bedingt durch die Haushaltskrise Portugals stark verzögern, beziehungsweise aufgegeben wurden. Alle weiteren mittel- bis langfristigen Ausbaupläne der Metro Lissabon sind aus Finanzierungsgründen zunächst zurückgestellt.

### Innerstädtische Verlängerungen
Die portugiesische Regierung unter Premier António Costa (Kabinett Costa I) gab 2016 bekannt, dass die nächsten Verlängerungen vor allem die bereits bestehenden Linien stärken sollen. Als nächstes Ziel wurde die Verbindung der Linha Amarela mit der Linha Verde (zwischen den Stationen Rato und Cais do Sodré) genannt. Aus der Linha Verde würde eine Ringlinie werden, die eine zentrale Verteilerfunktion im städtischen Verkehrsnetz übernähme. Mit einer Fertigstellung wurde frühestens im Jahr 2021 gerechnet. Nachdem das Projekt von 2018 an vermehrt in den Medien diskutiert wurde, regte sich Protest, da keine Direktverbindung mit der Linha Amarela ins Stadtzentrum angeboten und stattdessen ein Umstiegszwang geschaffen würde. Schließlich begannen die Bauarbeiten für die Verlängerung und damit für die Errichtung der Ringlinie erst im April 2021. Die Fertigstellung des neuen Abschnitts mit den Stationen Santos und Estrela soll Ende 2024 erfolgen.

### Verlängerungen über die Stadtgrenzen hinaus
Die Stadt Amadora gedenkt die Linha Azul bis zum zentralen Krankenhaus der Stadt zu verlängern. Die Betreibergesellschaft denkt zudem an die Erschließung neuer Kundenstämme in den Außenbezirken und Vororten von Lissabon. So soll die Linha Vermelha bis nach Sacavém und Campo Grande verlängert werden. Auch für die Linha Amarela, die bereits bis nach Odivelas reicht, ist eine Verlängerung nach Loures geplant. Bis 2020 soll die Metro Lissabon 30 neue Bahnhöfe erhalten, wobei die Planungen teilweise zeitlich überholt sind.
Die Zweigstrecke der Linha Vermelha nach Sacavém ist bereits im Zuge des Baues der Strecke durch eine Bauvorleistung berücksichtigt worden. Beim Bahnhof Moscavide wurden bereits zwei Blindtunnel für eine kreuzungsfreie Einfädelung mit errichtet, sodass die Zweigstrecke ohne Behinderung des Verkehres auf der Stammstrecke errichtet werden kann. Wann dieses Projekt ausgeführt wird, ist wegen der finanziellen Lage unklar.

### Barrierefreier Ausbau
Derzeit (Stand: Oktober 2022) sind 40 der 56 Stationen barrierefrei, das heißt, unter anderem mit Blindenleitstreifen und Aufzügen ausgestattet. Trotz eines 2006 vom portugiesischen Parlament verabschiedeten Gesetz, das eine volle Barrierefreiheit innerhalb von zehn Jahren vorsah, war dies 2018 noch nicht erfüllt. Derzeitige Planungen der Betreibergesellschaft sehen vor, bis 2023 52 der 56 Stationen barrierefrei ausgebaut zu haben. Vor allem Bahnhöfe der ersten Ausbaustufe (1959–1972) sind mit wenigen Ausnahmen noch nicht ausgebaut.

## Stationen

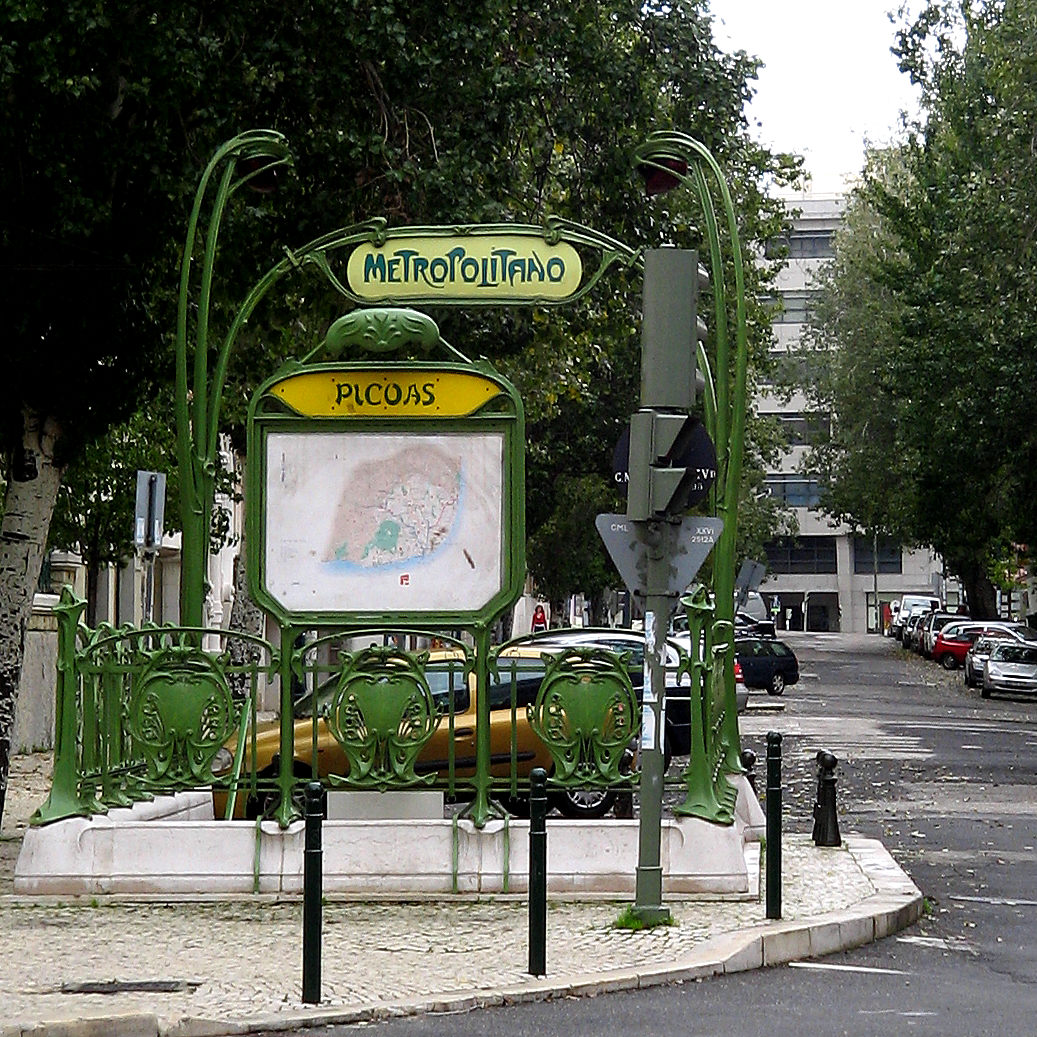
An die Gestaltung der Métro Paris durch Guimard angelehnter Eingang zur Station Picoas

### Gestaltung und Aufbau
Viele der Metrostationen sind künstlerisch ausgestaltet worden. Charakteristisch für die Stationen ist der immer gleiche Aufbau, bestehend aus zwei 105 Meter langen Seitenbahnsteigen. Einzig die Umsteigestationen Baixa-Chiado und Campo Grande verfügen über einen Mittelbahnsteig und zwei daran anliegende Seitenbahnsteige. Dieser Umstand ist jedoch lediglich den niveaugleichen Gleisen der beiden sich treffenden Linien geschuldet, linienrein sind auch bei diesen Stationen zwei Seitenbahnsteige pro Linie vorhanden.

## Fahrzeuge
Die Züge der Metro Lissabon werden aus bis zu sechs etwa 16 Meter langen und 2,7 Meter breiten Wagen gebildet. Sie fahren auf normalspurigen Gleisen und werden über eine von oben bestrichene Stromschiene mit 750 Volt Gleichspannung versorgt. 

### Bestandsfahrzeuge

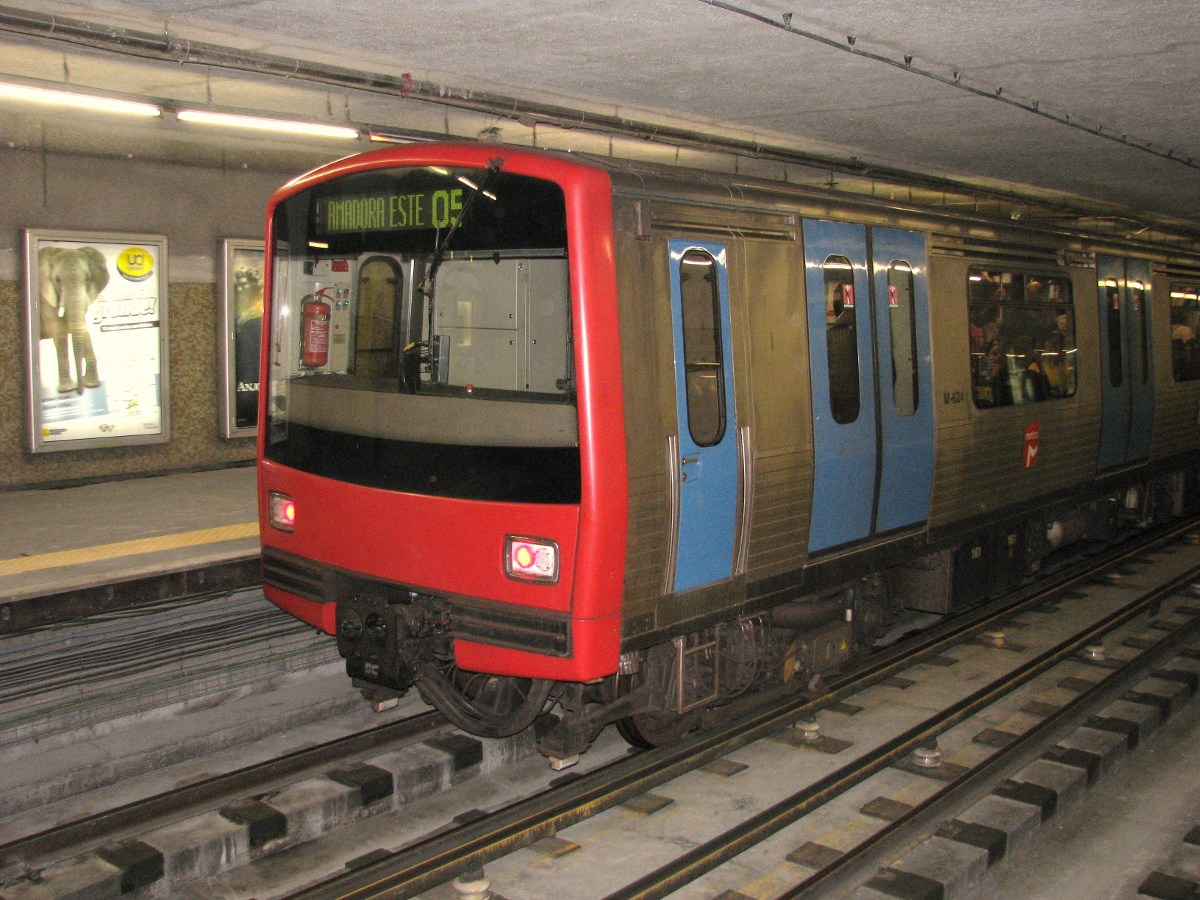
Metro de Lisboa (ML97 oder ML99)

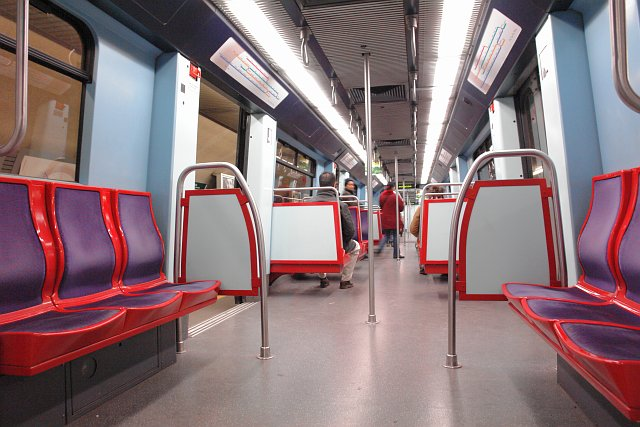
Innenraum eines Zuges der Lissabonner Metro (ML99)

Nach der Ausmusterung der beiden ältesten Fahrzeugtypen ML7 und ML79 in den Jahren 1998 bzw. 2004 gibt es vier verschiedene Fahrzeugtypen:
- ML90 (19 Einheiten)
- ML95 (38 Einheiten)
- ML97 (18 Einheiten)
- ML99 (38 Einheiten)

Diese Fahrzeuge wurden von einem Konsortium der Firmen Sorefame, Lissabon (mechanischer Teil) und Siemens Transportation Systems (elektrische Ausrüstung) hergestellt. Die DUEWAG, ein Tochterunternehmen von Siemens in Düsseldorf, lieferte anfangs die Drehgestelle. Diese sind später in Lizenz von Sorefame gebaut worden. Die Herstellung der Fahrzeuge (inkl. Planungsphase) erstreckte sich von 1990 bis Ende 2001. Während dieser Zeit wechselte Sorefame den Besitzer gleich zweimal: Zunächst erwarb die Daimler-Tochter Adtranz das Werk und später die kanadische Bombardier Transportation, 2005 wurde das Werk geschlossen.
Die Fahrzeuge der Serien ML90, ML95 und ML97 besitzen eine Einrichtung für „automatisiertes Fahren“ (ATP/ATO), das aber lediglich auf der „roten Linie“ (Linha vermelha) zum Einsatz kommt.
Die Maximalgeschwindigkeit der Fahrzeuge beträgt mit ATP/ATO 72 km/h, manuell gesteuert wird bei 60 km/h abgeregelt.
Alle Triebzüge bestehen aus drei Wagen, zwei davon sind angetrieben, dazwischen befindet sich ein nicht angetriebener Teil. Im Gegensatz zu den Fahrzeugen der Serien ML90 und ML95, bei denen die Wagen getrennt sind, können die Passagiere bei den Fahrzeugen der Serien ML97 und ML99 mittels Übergängen zwischen den Wagen einer Einheit wechseln.
Die Fahrzeuge werden über eine von oben bestrichene, offene Stromschiene mit 750 Volt Gleichspannung versorgt. Ein Umrichter erzeugt daraus die für die Fahrmotoren nötige Wechselspannung. Die Rekuperationsbremse speist elektrische Energie beim Bremsen wieder ins Netz zurück.

### Zukünftige Fahrzeuge
In Zukunft ist der Einsatz von zwei weiteren Fahrzeugtypen vorgesehen. 
Im Mai 2021 wurde an ein Konsortium aus Stadler Rail und Siemens Mobility der Auftrag von 14 Fahrzeugen des Typs ML20 sowie die Ausstattung der roten, gelben und grünen Linien sowie 70 bestehenden Fahrzeugen mit einem CBTC-System bekanntgegeben, wobei die Fahrzeuge vom Typ ML20, welche für einen vollautomatischen Fahrbetrieb nach GoA 4 vorbereitet sind, von Stadler gebaut werden und die CBTC-Ausstattung von Siemens geliefert wird. Der erste Zug wurde im September 2024 ausgeliefert und der Einsatz ist nach der Inbetriebnahme der vollständigen Ringlinie ab der zweiten Jahreshälfte 2025 vorgesehen.
Am 22. Oktober 2024 wurden bei Stadler Rail 24 Fahrzeuge der Baureihe ML24 mit einer Option auf 14 weitere Fahrzeuge bestellt, welche den erhöhten Fahrzeugbedarf durch den geplanten Ausbau der roten Linie von São Sebastião nach Alcântara abdecken sowie eine Erneuerung des Fahrzeugbestands ermöglichen sollen. Der Einsatz ist ab 2027 geplant.